# À l'ouest de Zanzibar (film, 1954)
Pour les articles homonymes, voir À l'ouest de Zanzibar.
À l'ouest de Zanzibar (titre original : West of Zanzibar) est un film britannique réalisé par Harry Watt, tourné en 1953 et sorti en 1954.

## Synopsis
Au Kenya, les terres de la tribu Galana sont devenues stériles. Comment faire pour survivre ? Grande est la tentation pour certains de se laisser embrigader par des trafiquants d'ivoire. Bob Payton, le garde-chasse, les met en garde contre les méfaits de la chasse illégale à l'éléphant.

## Fiche technique
- Titre original : West of Zanzibar
- Titre français : À l'ouest de Zanzibar
- Réalisation : Harry Watt
- Scénario : Max Catto, Jack Witthingham, d'après l'histoire de Harry Watt
- Musique : Alan Rawsthorne
- Décors :Jim Morahan
- Costumes : Kathleen Moore
- Photographie : Paul Beeson
- Son : Stephen Dalby
- Montage : Peter Bezencenet
- Production : Leslie Norman, Michael Balcon
- Société de production : Ealing Studios, en association avec Schlesinger Organization
- Sociétés de distribution :
- - Royaume-Uni :General Film Distributors
- - France : Gaumont
- Pays d'origine : Royaume-Uni
- Langue : Anglais britannique
- Genre : Film d'aventures
- Durée : 86 minutes
- Dates de sortie :
- - Royaume-Uni : 24 mars 1954
- - France : 21 juillet 1954
- Format : Noir et blanc - 1,37:1 - Mono
- Genre : Film d'aventures
- Classification : Tous publics (France)

## Distribution
- Anthony Steel: Bob Payton
- Sheila Sim : Mary Payton
- Edric Connor : Ushingo
- Orlando Martins : M'Kwongwi
- William Simons ; Tim Payton
- Martin Benson : l'avocat Dhofar
- Peter Illing Khingoni
- Howard Marion-Crawford : Wood
- Alan Webb : le haut fonctionnaire